# 細川興昶
細川 興昶（ほそかわ おきのぶ）は、江戸時代後期の常陸国谷田部藩の世嗣。別名に興利（おきとし）。

## 略歴
長州藩主毛利治親の三男として誕生した。
初めは実兄の長州藩主毛利斉熙から偏諱を受けて毛利煕和（もうり ひろかず）を名乗る。谷田部藩7代藩主・細川興徳の養子となって細川興昶を名乗ったが、家督を相続することなく享和2年（1802年）に疱瘡のため死去した。代わって、一色丹羽家から興祥が養子に迎えられて嫡子となった。